# 시바공원

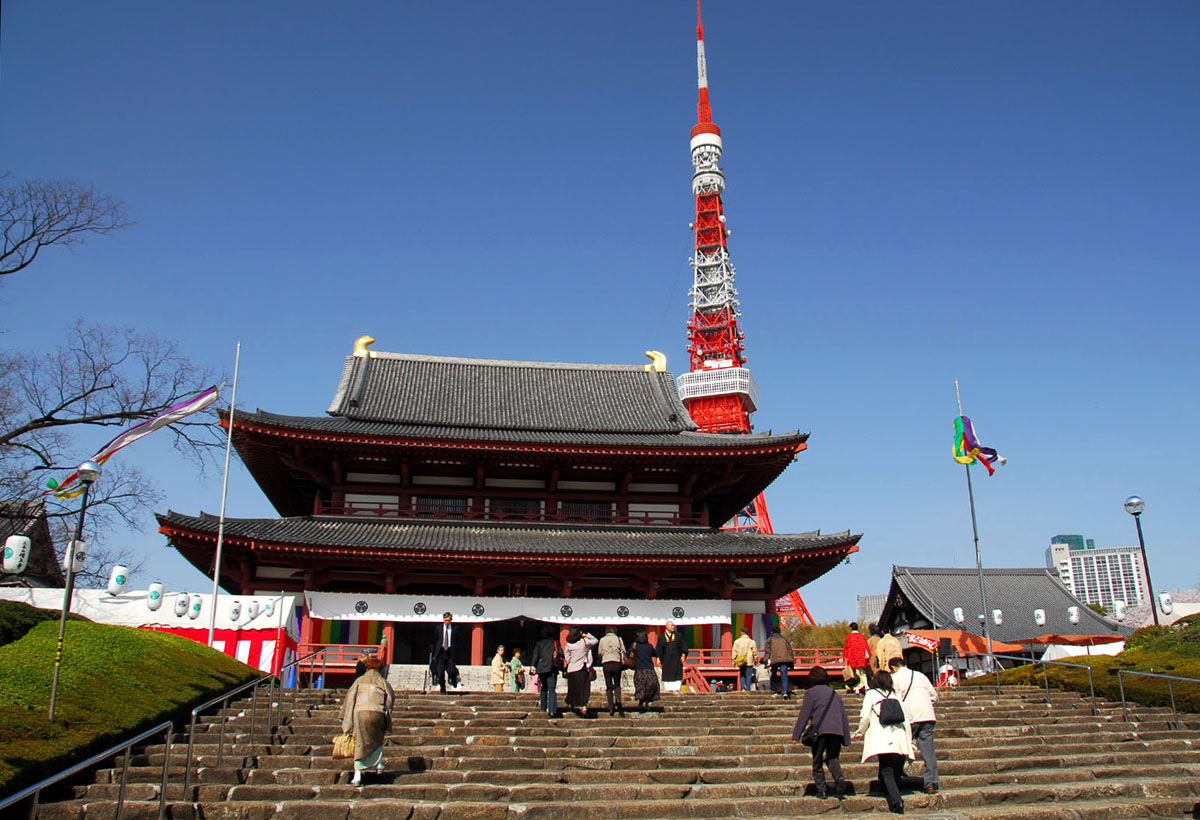

시바 공원(芝公園)는 도쿄도 미나토구에 있는 공원이다. 일반적으로 도립 시바 공원및 미나토 구립 시바공원의 총칭. 또한 '시바'는 항구의 동명이며, 시바공원1번지에서 시바공원4번지에 이른다. 이 명칭은 공원뿐만아니라 동명의 역사등에 대해서도 말한다.

## 시바공원 외원
시바공원은 주변 증상사(増上寺, 조조지)를 접하거나 도로 건너편에 주변 외원인 소공원들도 있다.

## 같이 보기
- 도쿄타워